# Кисивада
Кисива́да (яп. 岸和田市 Кисивада-си) — Особый город в Японии, находящийся в префектуре Осака. Площадь города составляет 72,32 км², население — 196 719 человек (1 августа 2014), плотность населения — 2720,12 чел./км².

## Географическое положение
Город расположен на острове Хонсю в префектуре Осака региона Кинки. С ним граничат города Идзуми, Кайдзука, Кинокава и посёлки Тадаока, Кацураги.

## Население
Население города составляет 196 719 человек (1 августа 2014), а плотность — 2720,12 чел./км². Изменение численности населения с 1980 по 2005 годы:
| 1980 | 180 317 чел. |  |
| 1985 | 185 731 чел. |  |
| 1990 | 188 563 чел. |  |
| 1995 | 194 818 чел. |  |
| 2000 | 200 104 чел. |  |
| 2005 | 201 000 чел. |  |

## Символика
Деревом города считается камфорное дерево, цветком — роза.